# Andreu II d'Hongria
Andreu II d'Hongria (c. 1175 - 26 d'octubre de 1235) (en hongarès II. Andras), rei d'Hongria i de Croàcia entre 1205 i 1235 i del Regne de Galítsia i Lodomèria. Pertanyia a la dinastia Árpád.

## Biografia

### Duc
Andreu fou el segon fill del rei Bela III i d'Agnès de Châtillon. A la mort del seu pare l'abril del 1196, el seu germà gran Emeric rebé el regne. L'herència d'Andreu consistí en una suma important de diners que el seu pare li deixà per tal de poder acomplir el jurament d'anar a lluitar a les croades i que no havia pogut complir. Andreu, però, va fer servir aquests diners per finançar una campanya per tal d'arrabassar poder al seu germà.
Després de la derrota de les tropes d'Andreu a prop de Macsek el desembre de 1197, Emeric es va veure obligat a cedir al seu germà els ducats de Croàcia i Dalmàcia.
El 1198 el papa Innocenci III va demanar a Andreu que complís els desitjos del seu pare i anés a les croades. En lloc d'això, Andreu va iniciar una nova companya contra províncies veïnes i va preparar una conspiració per deposar el seu germà. Emeric descobrí la trama, i va fer arrestar alguns dels seguidors del seu germà. L'estiu de 1199 Andreu fou derrotat per Emeric i hagué de fugi a Àustria. Finalment, amb la mediació d'un legat papal, els dos germans van fer les paus i el rei tornà al seu germà els ducats de Croàcia i Dalmàcia.
Andreu encara es rebel·là un cop més contra Emeric, aquest cop possiblement persuadit per la seva esposa Gertrudis. El rei Emeric es va presentar sol i desarmat enmig del campament d'Andreu, que es va rendir avergonyit.
El rei Emeric va emmalaltir, i reconciliat amb Andreu el va nomenar regent perquè governés durant la minoria d'edat del seu fill Ladislau, de només quatre anys. Quan Emeric morí, la reina vídua Constança temé per la vida del seu fill, i va fugir a Àustria amb Ladislau. Andreu governà Hongria mentre preparava una guerra contra Àustria, però el 7 de maig de 1205 Ladislauu moria (amb tan sols cinc anys) i Andreu heretà el tron.

### Rei
Després de la mort del seu nebot Ladislau III d'Hongria el 1205, Andreu II accedí al tron hongarès. Pocs regnats han estat tant perjudicials a la història hongaresa com el d'Andreu II. Donà diners, vil·les, dominis, comtats sencers, fins a empobrir el tresor fins al punt que, per primera vegada a la història hongaresa, la corona depengué de la gran noblesa.
En tots els assumptes de govern fou igualment temerari i descuidat. Fou el responsable directe dels inicis de l'anarquia feudal que conduí a l'extinció de la Dinastia Árpád a finals del segle xiii.
L'any 1213, després de la mort de la seva esposa Gertrudis de Merania, hagué d'intervindre a Galítsia i el 1217 el Papa Honori III l'instà a liderar la Cinquena Croada a Terra Santa, la qual fou força impopular a Hongria i de nul èxit militar, retornant a Hongria l'any 1222, on es trobà un regne dominat pels barons i la petita noblesa, fet que l'obligà a subscriure la Butlla d'Or, document fonamental a la història hongaresa.
Convidà al seu regne als cavallers de l'Orde Teutònic oferint-los terres a Transsilvània per tal de defensar les fronteres dels cumans, això no obstant, a la llarga va haver d'expulsar-los el 1225, ja que van intentar organitzar un principat independent. El seu últim èxit militar fou evitar la invasió de Frederic II d'Àustria el 1234.

## Família

### Avantpassats

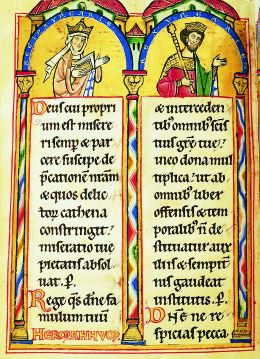
Andreu II amb la seva esposa Gertrudis de Merania

|  |                            |  |  |  |  |  |  |  |  |  |  |  |  |  |  |  |
|  | 16. Duc Álmos              |  |  |  |  |  |  |  |  |  |  |  |  |  |  |  |
|  |                            |  |  |  |  |  |  |  |  |  |  |  |  |  |  |  |
|  |                            |  |  |  |  |  |  |  |  |  |  |  |  |  |  |  |
|  | 8. Béla I d'Hongria        |  |  |  |  |  |  |  |  |  |  |  |  |  |  |  |
|  |                            |  |  |  |  |  |  |  |  |  |  |  |  |  |  |  |
|  |                            |  |  |  |  |  |  |  |  |  |  |  |  |  |  |  |
|  | 17. Predslava de Kíev      |  |  |  |  |  |  |  |  |  |  |  |  |  |  |  |
|  |                            |  |  |  |  |  |  |  |  |  |  |  |  |  |  |  |
|  |                            |  |  |  |  |  |  |  |  |  |  |  |  |  |  |  |
|  | 4. Géza II d'Hongria       |  |  |  |  |  |  |  |  |  |  |  |  |  |  |  |
|  |                            |  |  |  |  |  |  |  |  |  |  |  |  |  |  |  |
|  |                            |  |  |  |  |  |  |  |  |  |  |  |  |  |  |  |
|  | 18. Uroš I de Raška        |  |  |  |  |  |  |  |  |  |  |  |  |  |  |  |
|  |                            |  |  |  |  |  |  |  |  |  |  |  |  |  |  |  |
|  |                            |  |  |  |  |  |  |  |  |  |  |  |  |  |  |  |
|  | 9. Helena de Raška         |  |  |  |  |  |  |  |  |  |  |  |  |  |  |  |
|  |                            |  |  |  |  |  |  |  |  |  |  |  |  |  |  |  |
|  |                            |  |  |  |  |  |  |  |  |  |  |  |  |  |  |  |
|  | 2. Béla III d'Hongria      |  |  |  |  |  |  |  |  |  |  |  |  |  |  |  |
|  |                            |  |  |  |  |  |  |  |  |  |  |  |  |  |  |  |
|  |                            |  |  |  |  |  |  |  |  |  |  |  |  |  |  |  |
|  | 10. Mstislav I de Kíev     |  |  |  |  |  |  |  |  |  |  |  |  |  |  |  |
|  |                            |  |  |  |  |  |  |  |  |  |  |  |  |  |  |  |
|  |                            |  |  |  |  |  |  |  |  |  |  |  |  |  |  |  |
|  | 5. Eufrosina de Kíev       |  |  |  |  |  |  |  |  |  |  |  |  |  |  |  |
|  |                            |  |  |  |  |  |  |  |  |  |  |  |  |  |  |  |
|  |                            |  |  |  |  |  |  |  |  |  |  |  |  |  |  |  |
|  | 11. Liubava Dmitrievna     |  |  |  |  |  |  |  |  |  |  |  |  |  |  |  |
|  |                            |  |  |  |  |  |  |  |  |  |  |  |  |  |  |  |
|  |                            |  |  |  |  |  |  |  |  |  |  |  |  |  |  |  |
|  | 1. Andreu II d'Hongria     |  |  |  |  |  |  |  |  |  |  |  |  |  |  |  |
|  |                            |  |  |  |  |  |  |  |  |  |  |  |  |  |  |  |
|  |                            |  |  |  |  |  |  |  |  |  |  |  |  |  |  |  |
|  | 12. Enric de Châtillon     |  |  |  |  |  |  |  |  |  |  |  |  |  |  |  |
|  |                            |  |  |  |  |  |  |  |  |  |  |  |  |  |  |  |
|  |                            |  |  |  |  |  |  |  |  |  |  |  |  |  |  |  |
|  | 6. Reinald de Châtillon    |  |  |  |  |  |  |  |  |  |  |  |  |  |  |  |
|  |                            |  |  |  |  |  |  |  |  |  |  |  |  |  |  |  |
|  |                            |  |  |  |  |  |  |  |  |  |  |  |  |  |  |  |
|  | 13. Ermengarda de Montjay  |  |  |  |  |  |  |  |  |  |  |  |  |  |  |  |
|  |                            |  |  |  |  |  |  |  |  |  |  |  |  |  |  |  |
|  |                            |  |  |  |  |  |  |  |  |  |  |  |  |  |  |  |
|  | 3. Agnès de Châtillon      |  |  |  |  |  |  |  |  |  |  |  |  |  |  |  |
|  |                            |  |  |  |  |  |  |  |  |  |  |  |  |  |  |  |
|  |                            |  |  |  |  |  |  |  |  |  |  |  |  |  |  |  |
|  | 28. Bohemon II d'Antioquia |  |  |  |  |  |  |  |  |  |  |  |  |  |  |  |
|  |                            |  |  |  |  |  |  |  |  |  |  |  |  |  |  |  |
|  |                            |  |  |  |  |  |  |  |  |  |  |  |  |  |  |  |
|  | 14. Bohemon II d'Antioquia |  |  |  |  |  |  |  |  |  |  |  |  |  |  |  |
|  |                            |  |  |  |  |  |  |  |  |  |  |  |  |  |  |  |
|  |                            |  |  |  |  |  |  |  |  |  |  |  |  |  |  |  |
|  | 29. Constança de França    |  |  |  |  |  |  |  |  |  |  |  |  |  |  |  |
|  |                            |  |  |  |  |  |  |  |  |  |  |  |  |  |  |  |
|  |                            |  |  |  |  |  |  |  |  |  |  |  |  |  |  |  |
|  | 7. Constança d'Antioquia   |  |  |  |  |  |  |  |  |  |  |  |  |  |  |  |
|  |                            |  |  |  |  |  |  |  |  |  |  |  |  |  |  |  |
|  |                            |  |  |  |  |  |  |  |  |  |  |  |  |  |  |  |
|  | 30. Balduí II de Jerusalem |  |  |  |  |  |  |  |  |  |  |  |  |  |  |  |
|  |                            |  |  |  |  |  |  |  |  |  |  |  |  |  |  |  |
|  |                            |  |  |  |  |  |  |  |  |  |  |  |  |  |  |  |
|  | 15. Alícia de Jerusalem    |  |  |  |  |  |  |  |  |  |  |  |  |  |  |  |
|  |                            |  |  |  |  |  |  |  |  |  |  |  |  |  |  |  |
|  |                            |  |  |  |  |  |  |  |  |  |  |  |  |  |  |  |

### Núpcies i descendents
Primeres núpcies amb Gertrudis de Merania:
- Ana Maria d'Hongria: (1203-1221), casada amb el tsar Ivan Asen II de Bulgària.
- Béla IV d'Hongria: (1206-1270), rei d'Hongria
- Isabel d'Hongria: (1207-1231), santa, casada amb el landgrave Lluis de Turingia-Hesse.
- Colomà d'Hongria: (1208-1241), duc d'Eslavònia
- Andreu d'Hongria: (1210-1234), rei de Galítsia

Segones núpcies amb Violant de Courtenay (1215):
- Violant d'Hongria: (1215-1251), casada amb Jaume I d'Aragó.

Terceres núpcies amb Beatriu d'Este (1234):
- Esteve d'Hongria: (1236-1271), pare d'Andreu III d'Hongria